# Rhagoderma nigriceps
Espèce
Synonymes
- Rhax nigriceps Pocock, 1895

Rhagoderma nigriceps est une espèce de solifuges de la famille des Rhagodidae.

## Distribution
Cette espèce se rencontre en Inde et au Pakistan.

## Description
Les mâles mesurent de 20 à 25 mm et la femelle 39 mm.

## Publication originale
- Pocock, 1895 : Notes on some of the Solifugae contained in the collection of the British Museum, with descriptions of new species. Annals and Magazine of Natural History, sér. 6, vol. 16, p. 74–98 (texte intégral).